# Koblach
Koblach – gmina w Austrii, w kraju związkowym Vorarlberg, w powiecie Feldkirch. Według Austriackiego Urzędu Statystycznego liczyła 4427 mieszkańców (1 stycznia 2015).